# Stephanie Eggink
Stephanie Eggink (Bellingham, Washington; 12 de julio de 1988) es una artista marcial mixta estadounidense que compite en la división de peso paja.

## Carrera de artes marciales mixtas

### Carrera amateur
Tuvo su primer combate amateur el 2 de julio de 2010, con un enfrentamiento contra Jillian Lybarger en Tuff-N-Uff: Tough Girls. Después de esto, Eggink iría 3-1 como amateur, y también desafió sin éxito por el Campeonato Amateur Tuff-N-Uff de peso mosca, perdiendo la oportunidad de alzarse vencedora contra Jenny Yum por decisión dividida. Se convirtió en profesional a principios de 2011. En marzo de 2012, sufrió una humillante derrota ante Kaline Medeiros tras ser noqueada apenas a los siete segundos de iniciarse el combate. Sufrió una conmoción cerebral de nivel 4 y no pudo crear nuevos recuerdos durante un día.

### Xtreme Fighting
Tras un periodo de 1-1 en el circuito regional, Eggink firmó con la promoción Xtreme Fighting Championships. Su debut tuvo lugar en XFC 21: Night of Champions 2 el 7 de diciembre de 2012 contra Heather Clark. Ganó la pelea por decisión unánime. En su segundo combate con la promoción, se enfrentó a Brianna Van Buren en XFC 23: Louisville Slugfest el 19 de abril de 2013. Ganó la pelea por decisión unánime.
Para su siguiente combate en la promoción, desafió a Ángela Magaña por el Campeonato de Peso Paja XFC en XFC 25: Boiling Point el 6 de septiembre de 2013. Ganó la pelea por el campeonato a través de un estrangulamiento triangular en el segundo asalto.

### Invicta FC
Después de su victoria en el campeonato, Eggink dejaría vacante el Campeonato de Peso Paja de XFC y posteriormente firmó con la promoción femenina de Invicta FC. Se enfrentó a la finlandesa Katja Kankaanpää por el Campeonato de Peso Paja vacante en Invicta FC 8: Waterson vs. Tamada el 6 de septiembre de 2014. Eggink perdió el combate por estrangulamiento D'Arce en el quinto asalto, y ambas luchadoras ganarían honores de Pelea de la Noche por sus esfuerzos.
Se esperaba que se enfrentara a Alexa Grasso en Invicta FC 16: Hamasaki vs. Brown el 11 de marzo de 2016. No obstante, Grasso tuvo que retirarse a consecuencia de una lesión una semana antes, el 2 de marzo, y fue sustituida por Angela Hill, que perdió el combate por nocaut técnico en el segundo asalto.

## Récord en artes marciales mixtas
| Resultado | Récord | Oponente          | Método                    | Evento                            | Fecha                   | Ronda | Tiempo | Localización |
| --------- | ------ | ----------------- | ------------------------- | --------------------------------- | ----------------------- | ----- | ------ | ------------ |
| Derrota   | 4–3    | Angela Hill       | TKO (puñetazo)            | Invicta FC 16: Hamasaki vs. Brown | 11 de marzo de 2016     | 2     | 2:36   | Las Vegas    |
| Derrota   | 4–2    | Katja Kankaanpää  | Sumisión (D'Arce choke)   | Invicta FC 8: Waterson vs. Tamada | 6 de septiembre de 2014 | 5     | 2:03   | Kansas City  |
| Victoria  | 4–1    | Angela Magaña     | Sumisión (triangle choke) | XFC 25: Boiling Point             | 6 de septiembre de 2013 | 2     | 3:10   | Albuquerque  |
| Victoria  | 3–1    | Brianna Van Buren | Decisión (unánime)        | XFC 23: Louisville Slugfest       | 19 de abril de 2013     | 3     | 5:00   | Louisville   |
| Victoria  | 2–1    | Heather Jo Clark  | Decisión (unánime)        | XFC 21 - Night of Champions 2     | 7 de diciembre de 2012  | 3     | 5:00   | Nashville    |
| Derrota   | 1–1    | Kaline Medeiros   | KO (puñetazo)             | EB: Beatdown at 4 Bears 10        | 21 de marzo de 2012     | 1     | 0:07   | New Town     |
| Victoria  | 1–0    | Trisha Clark      | Sumisión (armbar)         | Crowbar MMA: Rumble at the Fair   | 25 de junio de 2011     | 1     | 2:21   | Grand Forks  |